# Parris Glendening

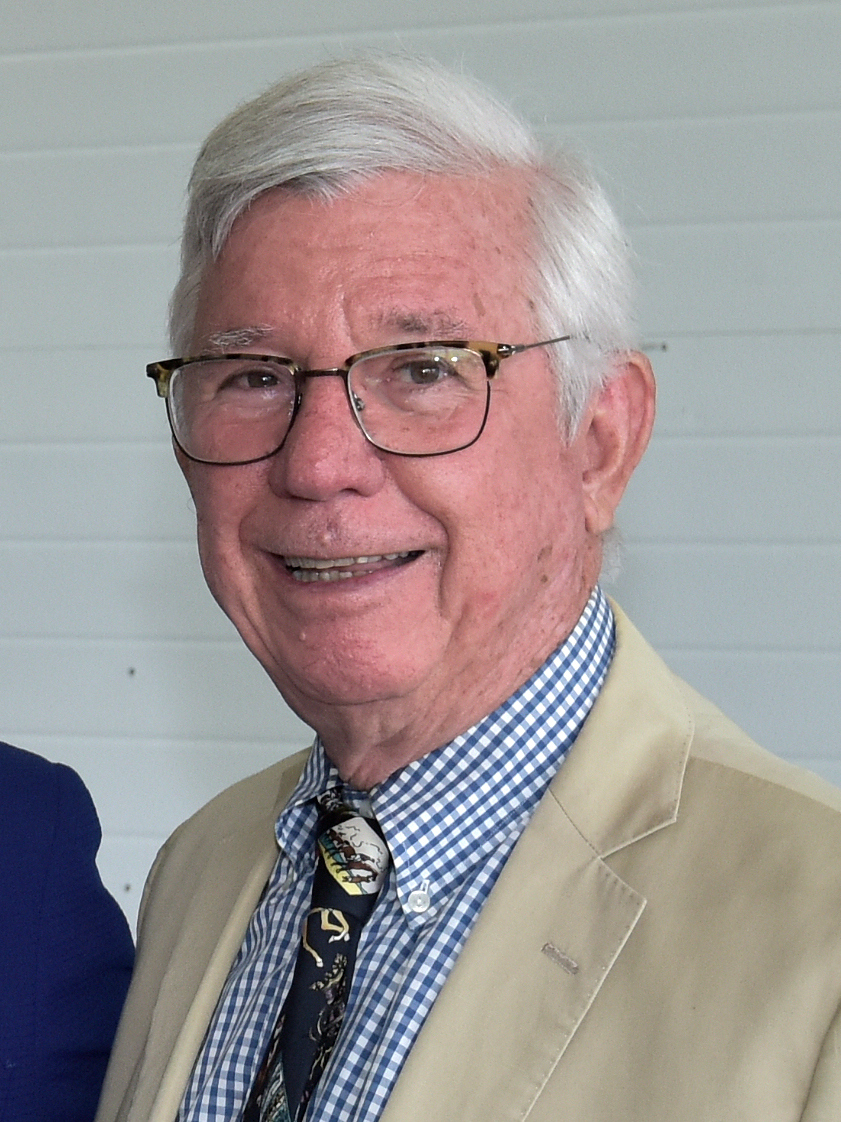
Parris Glendening, 2023

Parris Nelson Glendening (* 11. Juni 1942 in der Bronx, New York City) ist ein US-amerikanischer Politiker (Demokratische Partei). Glendening war von 1995 bis 2003 der 59. Gouverneur von Maryland.

## Leben
Parris Glendening wurde in New York City geboren und wuchs in Florida auf. Dort absolvierte er in Fort Lauderdale die St. Thomas Aquinas High School und anschließend mit einem Stipendium das Broward Community College. Anschließend studierte er an der Florida State University bis 1967 Politikwissenschaften. Nach seinem Abschluss war er als Dozent an der University of Maryland in College Park tätig, an der er 27 Jahre lang das Fach Politik unterrichtete. Seine Manuskripte wurden an etwa 400 Schulen als Arbeitsunterlagen benutzt.
Glendenings politische Laufbahn begann im Jahr 1973 mit seiner Wahl in den Gemeinderat des Ortes Hyattsville. 1974 wurde er Kreisrat im Prince George’s County. Von 1982 bis 1994 war er Landrat (County Executive) in diesem Kreis. Er war der erste Landrat in Maryland, der dreimal in dieses Amt gewählt wurde.
Im Jahr 1994 wurde er zum Gouverneur von Maryland gewählt. Die Wahl wurde von den Republikanern angefochten, deren Einspruch aber von einem Gericht als unbegründet abgewiesen wurde. Glendening trat sein Amt am 18. Januar 1995 an. Nach seiner Wiederwahl im Jahr 1998 war er bis zum 15. Januar 2003 Gouverneur. In seiner Amtszeit setzte er sich für eine bessere Bildungspolitik und den Umweltschutz ein. Sein „Smart-Growth“-Programm wurde über die Grenzen von Maryland hinaus anerkannt und gelobt. Das Programm sah ein auf bereits besiedelte Gebiete beschränktes Wachstum von Industrie und Wohnbebauung vor. Ziel war die Vermeidung des Flächenverbrauchs und ein besserer Umweltschutz. Glendening setzte im Jahr 2002 die Todesstrafe aus, die sein Nachfolger Robert L. Ehrlich aber wieder einführte. Er war auch Vorsitzender der National Governors Association. Aufgrund einer Verfassungsklausel durfte Glendening im Jahr 2002 nicht erneut für das Amt des Gouverneurs kandidieren.
Nach dem Ende seiner Amtszeit unterstützte er weiter sein „Smart-Growth“-Programm. Mit seinem Nachfolger Robert Ehrlich hatte er vereinbart, dass sich die beiden nicht öffentlich kritisierten. Im August 2006 unterstützte er den vormaligen Abgeordneten im US-Repräsentantenhaus, Kweisi Mfume, als sich dieser um einen Sitz im US-Senat bewarb. Dieser unterlag aber bereits in den Vorwahlen gegen den späteren Wahlsieger Ben Cardin. Paris Glendening war dreimal verheiratet und hat insgesamt zwei Kinder.